# ヴァルディエーリ
ヴァルディエーリ（伊: Valdieri）は、イタリア共和国ピエモンテ州クーネオ県にある、人口約900人の基礎自治体（コムーネ）。

## 地理

### 位置・広がり
| 隣接するコムーネは以下の通り。括弧内のFR-06はフランスのアルプ＝マリティーム県所属を示す。 - アイゾーネ - ボルゴ・サン・ダルマッツォ - デモンテ - エントラックエ - Isola (FR-06) - モイオーラ - ロアスキア - ロッカヴィオーネ - Saint-Martin-Vésubie (FR-06) - Valdeblore (FR-06) - ヴィナーディオ |

#### 地震分類
イタリアの地震リスク階級 (it) では、3s に分類される
。

## 行政

### 分離集落
ヴァルディエーリには、以下の分離集落（フラツィオーネ）がある。
- Andonno, Desertetto Tetto Col, Sant'Anna di Valdieri, Terme di Valdieri